# Khulna (huyện)
Khulna là một huyện thuộc division Khulna, Bangladesh. Huyện này có diện tích 4395 km², dân số năm 2002 là 2334285 người, mật độ dân số là 531 người/km².